# Batzak
Batzak és un grup musical de hardcore estrident català.
El grup es va formar a mitjans de la dècada de 1990 amb lletres crítiques envers alguns punts de la societat i del capitalisme. El 1996 aconsegueixen gravar una maqueta editada amb Propaganda pel fet! i després de canvis en la formació graven el primer disc Nunca tan pocos robaron tanto a tantos el 2000. El 2003 gravaren i autoeditaren el seu segon disc La nostra pròpia força; 11 temes de hardcore estrident però en les que introdueixen elements heterogenis com una buleria flamenca, melodies populars iugoslaves, el hip-hop i l'acordió i la pandereta. Actualment Pau Llonch canta amb At Versaris i Oriol Casas amb La Carrau i Lluís Oliva i les Arbequines.

## Discografia
- Batzak (Propaganda pel fet!) 1996.[1]
- Nunca tan pocos robaron tanto a tantos (Propaganda pel fet!) 2000.[4]
- La nostra pròpia força (Autoedició, 2003)[4]